# Małszyce
Małszyce är en by i Łódź vojvodskap i centrala Polen. Małszyce är beläget 4 kilometer norr om Łowicz och 50 kilometer nordost om Łódź.